# Геральдика Криму
Геральдика Криму — сукупність історичної традиції герботворення на території Автономної Республіки Крим та міста республіканського значення Севастополя. В сучасну геральдику Криму входять державні, районі, міські, селищні тощо герби. Геральдика Криму характеризуються поєднанням специфіки та традиції гербів різних державних утворень які існували на території сучасної АРК.

## Передісторія
Відомо, що зародження гербової традиції в Криму пов'язано з кримських ханством. А саме, з гербу родової династії Ґераїв. Нині цей герб символізує герб кримських татар. Після окупації Кримського ханства Російською імперію була утворена Таврійська область. Через це у 8 березня 1784 року було затверджено перший офіційний герб самої Таврійської області. Першим затвердженим гербом серед населених пунктів стала Феодосія, це відбулося 16 травня 1811 року.

## Герби населених пунктів Автономної Республіки Крим
З гербів населених пунктів Автономної Республіки Крим першим пройнятим гербом прийнято вважати герб Феодосії 16 травня 1811 року.